# 恩赫包勒德内阁
恩赫包勒德内阁是2006年至2007年间蒙古国政府内阁。

## 沿革
2006年1月11日，前政府中的蒙古人民革命党（以下简称“人革党”）的10位内阁成员以政府工作不力为理由宣布辞职。根据蒙古国法律，政府半数以上成员同时辞职，即意为政府集体辞职。蒙古国国家大呼拉尔随后接受了此届政府的辞呈。
因为人革党为国家大呼拉尔的第一大党，故有权和其他政党协商组成新政府。2006年1月25日，国家大呼拉尔任命人革党主席米耶贡布·恩赫包勒德为新一届政府总理，米耶贡布·恩赫包勒德随后向国家大呼拉尔提交了内阁成员名单。1月28日凌晨，国家大呼拉尔通过了对17名新政府阁员的任命，新一届政府宣告成立。
本届政府与前一届政府一样，由总理和17名阁员组成。包括总理米耶贡布·恩赫包勒德在内的10人来自蒙古人民革命党，其他8人来自另外的4个政党。

## 组成
2006年1月政府成立时，阁员如下（未注明者均为2006年1月任命）：
1. 总理：米耶贡布·恩赫包勒德（人革党）
2. 副总理：门德赛汗·恩赫赛汗（民主党）
3. 部长、政府办公厅主任：松杜·巴特包勒德（人革党）
4. 外交部部长：尼亚马·恩赫包勒德（人革党）
5. 法律和内务部部长：道尔吉·奥德巴亚尔（人革党）
6. 健康部部长：拉木扎布·贡达赖（人民党）→丹增达尔佳·图雅（2007年2月）
7. 工业和贸易部部长：巴扎尔萨德·扎尔嘎勒赛汗（共和党）→策仁格·达瓦道尔吉（2007年4月）[4]
8. 食品和农牧业部部长：登德布·特尔比希达格瓦（人革党）
9. 燃料和动力部部长：巴达尔奇·额尔登巴特（祖国党）
10. 自然环境部部长：依钦霍尔洛·额尔登巴特尔（祖国党）
11. 财政部部长：纳德米德·巴亚尔特赛汗（人革党）
12. 国防部部长：米希格·索诺姆皮勒（民主党）
13. 教育文化科学部部长：乌力吉赛汗·恩赫图布辛（人革党）
14. 社会福利和劳动部部长：卢布桑·奥德恩奇米德（人革党）→达木丁·登贝尔勒（人革党，2007年2月）
15. 交通运输和旅游部部长：策格米德·曾格勒（人革党）
16. 建筑和城市建设部部长：姜拉布·纳兰查茨拉勒特（民主党）
17. 部长、主管紧急状况（救灾）：赛音布彦·奥特根巴亚尔（祖国党，2006年5月任命[註 1]
18. 部长、主管技术监督：乌赫那·呼日勒苏赫（人革党）